# Michael de Courcy
Pour les articles homonymes, voir Courcy.
Michael de Courcy est un marin d'origine irlandaise qui sert comme officier dans la Royal Navy à la fin du XVIIIe siècle et au début du XIXe siècle.

## Biographie
Lointain descendant de Jean de Courcy, Michael de Courcy est le fils de John de Courcy, 25e Lord Kingsale. Nommé lieutenant en 1776, il est commander en 1782 et participe à la guerre d'indépendance des États-Unis aux commandes du HMS Swallow. Captain en 1783, il commande alors le HMS Europa (en). Lorsque la guerre éclate avec la France en 1793, de Courcy commande la frégate HMS Pearl (1762) (en). Il capture de nombreux corsaires français avec son navire suivant, le HMS Magnanime (en), parmi lesquels l'Eugénie (en). Il est nommé capitaine du HMS Canada en 1799, puis du HMS Plantagenet (en) en 1803.
Il est nommé Rear Admiral of The Blue en 1805.
Michael de Courcy décède le 22 février 1824 à sa propriété de Stockton House près de Saltash.